# Киселёв, Владислав Владимирович
Владислав Владимирович Киселёв (12 октября 1980, Ленинград) — российский футболист, атакующий полузащитник.

## Биография
Первым профессиональным клубом Киселёва было «Динамо» Санкт-Петербург, выступавшее во 2 лиге. Следующими клубами, в которых он выступал на правах аренды, были БСК (Спирово) и «Спартак» Луховицы. В 2004 году  играл в «Петротресте», который вышел в первый дивизион. В следующем сезоне «Петротрест» вылетел обратно, а Киселёв переехал в Кокшетау и два сезона играл за «Окжетпес» из высшего дивизиона казахского футбола. В середине сезона 2007 года перешёл в стан чемпионов Казахстана — «Актобе». Сезон 2008 года  играл в «Жетысу» (Талдыкорган). Забил два мяча в ворота «Гонведа» в розыгрыше кубка Интертото.
Сезоны 2009 и 2010 года играл в первенстве коллективов физкультуры Ленинградской области, в 2010 году был признан лучшим футболистом области.
В сезоне 2011/12 играл в мурманском «Севере».
В 2013—2016 годах — игрок ФК «Фаворит» Выборг в чемпионате Ленинградской области и третьем дивизионе (2014). С 2017 года — игрок ФК «Константиновское».
С января 2022 года находится на просмотре в мурманском любительском клубе «Север». Был заявлен на Турнир уполномоченного представителя президента в Северо-Западном федеральном округе.

## Статистика
- Во 2 лиге сыграл 148 матчей, забил 24 мяча.
- В 1 лиге сыграл 35 матчей, забил 8 мячей.
- В кубке России сыграл 8 матчей, забил 2 мяча.
- В чемпионате Казахстана сыграл 53 игры, забил 5 мячей.
- В еврокубках сыграл 3 игры, забил 2 мяча.